# Max Kästner
Max Eduard Reinhold Kästner (* 3. Dezember 1874 in Großenhain; † 6. Oktober 1959 in Frankenberg/Sa.) war ein deutscher Lehrer, Heimatforscher und Naturschützer.

## Leben
Bereits vor dem Ersten Weltkrieg kam Max Kästner als Oberlehrer an das Lehrerseminar nach Frankenberg, wo er 1913 die erste Publikation (Schülerversuche) vorlegte, der zahlreiche weitere folgen sollten. Zuletzt war er Studienrat an der Oberschule (spätere Erweiterte Oberschule) in Frankenberg.
In seiner Freizeit war er u. a. Naturschutzbeauftragter für den Regierungsbezirk Chemnitz. Er arbeitete dabei eng mit dem Landesverein Sächsischer Heimatschutz zusammen, der ihn 2008 als eine Persönlichkeit ehrte, die sich besonders verdient gemacht hat.
In Fachkreisen weltweit bekannt und deswegen viel zitiert wurde Kästner durch einen „Aufruf zur Bekämpfung des Kleinblütigen Springkrauts“, den er 1942 als damaliger Schriftführer der Arbeitsgemeinschaft sächsischer Botaniker im Jahresbericht des Vereins für das Jahr 1941 veröffentlicht hat: „Wie soll man nun diese in unsere schönen Laubwälder eingedrungene mongolische Pest beseitigen? Nun wollen wir die Herren ... Leiter des Volksbildungsministeriums bitten, die Lehrer und Schüler ... in Bewegung zu setzen, die Führung der nationalsozialistischen Jugendverbände. Der Ausrottungskrieg muß durchgeführt werden, bevor die Pflanze zu blühen beginnt, also im Mai. Die Arbeiter (Kinder oder Erwachsene) dringen in geschlossenen Ketten von den Wegen aus vor. ... Wie beim Kampf gegen den Bolschewismus unsere gesamte abendländische Kultur auf dem Spiele steht, so beim Kampf gegen den mongolischen Eindringling eine wesentliche Grundlage dieser Kultur, nämlich die Schönheit unseres heimischen Waldes!“ Der Aufruf gilt als ein Beispiel für ein sinnloses und aussichtsloses Vorhaben mit einer sehr fragwürdigen Begründung.

## Schriften (Auswahl)
- mit Richard Mahler: Das Mittelgebirge (= Landschaftsbilder aus dem Königreiche Sachsen), Meißen 1906.
- Wie untersuche ich einen Pflanzenverein? Berlin 1919.
- Die Pflanzenvereine und -bestände des Zschopautals bei Lichtenwalde, Chemnitz 1920.
- Das naturkundliche Lehrzimmer als Vorbild für das Lehrzimmer der Zukunft, 1922.
- Die Frankenberger Anspännergüter, Frankenberg Sa., 1927.
- Festschrift zur Feier des 400jährigen Jubiläums der Privilegierten Vogelschützengesellschaft zu Frankenberg i. Sa., Frankenberg i. Sa., 1930.
- Der Streit des Frankenberger Fleischhauer-Handwerks mit dem Sachsenburger Amtspächter um die Schafhütung auf den Stadtfluren im Jahre 1725. In: Heimat, Frankenberg, Bd. 12 (1933), S. 36–44.
- Die Umgebung des Großhartmannsdorfer Großteichs als letzter Rest eines Hochmoors im niederen Erzgebirge. In: Mitteilungen des Landesvereins Sächsischer Heimatschutz e.V., Dresden, Landesverein Sächsischer Heimatschutz, Bd. 23 (1934), 1, S. 19–28.
- Der Gosebachbruchwald mit der Winzerwiese eine schützenswerte Landschaft an der Flurgrenze der Dörfer Naundörfel und Kmehlen. In: Mitteilungen des Landesvereins Sächsischer Heimatschutz e.V., Dresden, Landesverein Sächsischer Heimatschutz, Bd. 29 (1940), S. 170–186.

## Ehrungen
- 1954 Verleihung der Ehrendoktorwürde der Naturwissenschaftlichen Fakultät der Technischen Hochschule Dresden
- Die Förderschule in Frankenberg trägt heute seinen Namen.[3]